# 福島潟放水路

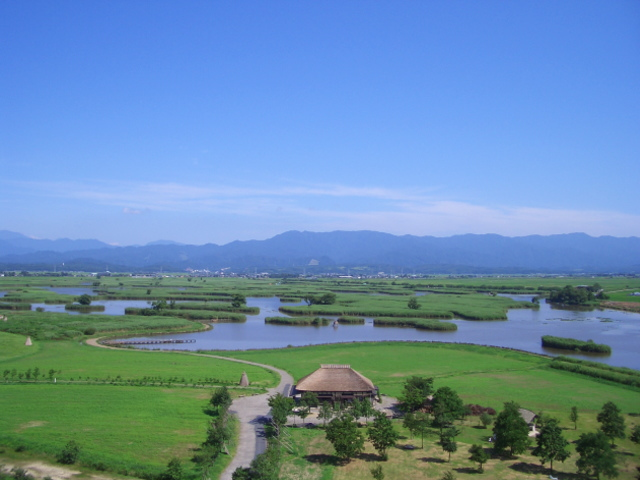
放水路の起点・福島潟

福島潟放水路（ふくしまがたほうすいろ）は、福島潟から新潟東港まで続く放水路。新潟県新潟市北区を流れ日本海へ注ぐ。全長は6.2km。

## 概要
福島潟は10以上の河川が流入するが、放水の役目を果たす河川が新井郷川のみであったため、水捌けが特に悪かった。そのため幾度と無く福島潟周辺が水害に襲われることがあったが、特に1966年（下越水害）、1967年（羽越水害）と2年続けて発生した水害の被害が非常に大きく、新井郷川以外の放水路の必要性が出てきたことから、福島潟放水路の建設計画が浮上し、1969年より建設が始まった。しかし建設が行われていた最中であった1998年8月4日に水害（平成10年8月新潟豪雨）が発生し、周辺が被害を受けたことから福島潟放水路の必要性が更に高まった。そのため水害復興費用が福島潟放水路の建設に当てられ、予定していた2005年度よりも早い2003年3月13日に開通した。
この放水路が初めて使用されたときは2004年7月13日の新潟・福島豪雨の時であったが、放水路としての機能をきちんと果たしたため福島潟周辺では水害が発生せず、放水路の効果が目に見える形となった。
しかし一方で、この放水路の建設にあたり、新潟市太郎代地区の生活道路であった国道113号が分断されたほか、新潟臨海鉄道も分断されたが費用面で架橋を断念せざるをえなくなり、福島潟放水路以北が廃止された。そのため太郎代地区では放水路開通前よりも不便な生活が強いられるようになったといった側面もある。